# Лесозавод № 3 (Архангельск)
Лесозавод № 3 — лесопромышленное предприятие в Архангельске, существовавшее под разными названиями и в различных правовых формах с 1881 по 2013 год. Являлось одним из крупнейших лесопильных комплексов на Северо-Западе России, за свою успешную деятельность в разные годы было удостоено ордена Ленина и ордена Трудового Красного Знамени.

## История

### В Российской империи
16 июля 1881 года архангельские купцы Альберт Сурков и Егор Шергольд получили патент на производство хлебного винокурения на собственном заводе, расположенном в шести верстах от города Архангельска. Именно там они под установленным крытым навесом поставили пилораму и начали распиловку леса посредством привода от паровой машины винокуренного завода. Впоследствии этот завод часто называли «заводом на шестой версте». По давней традиции, день запуска этой пилорамы считается датой основания архангельского Лесозавода № 3.  
В 1886 году завод представлял собой двухэтажное кирпичное здание с железной крышей, что являлось уникальным для лесозаводов того периода, особенно на Севере, где подобные предприятия обычно размещались в деревянных зданиях. Также, передовым было и техническое оборудование предприятия — на заводе были установлены быстроходные рамы, дававшие по 280-320 оборотов в минуту с автоматической подачей бревен. 
Особое внимание владельцы лесозавода обращали на модернизацию силового оборудования. Так в 1899 году на предприятии было установлено 9 паровых котлов, а его основной двигатель — 75-сильная паровая установка, была заменена 240-сильной. В 1898 году начался процесс создания электроосвещения внутри заводских помещений и биржи, пришедшего на смену газовым светильникам. И уже к 1910 году на территории Лесозавода насчитывалось около 800 различных электросветильников. С помощью электричества согревалась вода в бассейне, а также осуществлялось отопление помещений завода. 
12 февраля 1904 года Императором всероссийским Николаем II был утверждён устав «Северного лесопромышленного товарищества Сурков и Шергольд». А в 1914 году, после начала Первой мировой войны, Сурков и Шергольд решили продать лесозавод Удельному ведомству, и он стал называться «Северо-Двинский удельный лесопильный завод» или просто — Удельный завод. Первым начальником завода после этой перепродажи стал Н.З.Левин. На тот момент на территории завода действовало 44 обрезных, торцовочных, сортовых, дроворезных и многих других деревообрабатывающих станков.
В 1917 году после событий Февральской революции, завод перешел в собственность казны и получил наименование «Северо-Двинский государственный лесопильный завод». 24 апреля 1917 года на заводе впервые в его истории официально был введен 8-часовой рабочий день.

### В советские годы
3 апреля 1920 года, по приказу Архангельского революционного комитета, Северо-Двинский лесозавод бы переименован в  «Лесозавод № 3». А после выхода постановления Совета народных комиссаров РСФСР о национализации лесопильных предприятий, 2 августа 1920 года лесозавод был принят в собственность советского государства.
4 ноября 1922 года, на торжественном заседании Архангельского городского совета, посвященном пятой годовщине Октябрьской революции, было примято решение о присвоении лесозаводу имени В.И.Ленина, ещё при жизни Владимира Ильича. А в 1928 году предприятие достигло полной электрификации.
21 ноября 1936 года, за отличное освоение технической мощи рамы, за выпуск высококачественной продукции и за общую высокую культуру труда, инициатору стахановского движения на заводе Ивану Павловичу Шилову, приказом по тресту «Северолес» было присвоено звание «Мастер лесопиления».
По состоянию на 1 августа 1940 года, списочный состав персонала предприятия составлял 1420 человек, в том числе 792 женщины. В заводском поселке проживало 5813 человек.
К 28 июня 1941 года, за первые шесть дней Великой Отечественной войны из 522 военнообязанных работников, согласно докладу директора Николая Белова, возглавлявшего лесозавод с 1940 по 1944 года, по мобилизации были призваны 290 человек. В эти же дни завод поставил Красной армии 2 автомашины и 12 голов лошадей. В 1943 году, за успешное выполнение планов по выпуску оборонной продукции, коллективу Лесозавода №3 на вечное хранение было передано Красное знамя Государственного Комитета Обороны СССР, а его директор Николай Александрович Белов был награждён орденом «Знак Почёта». 
Более 400 тружеников завода погибли в боях за Родину в годы Великой Отечественной войны. На место ушедших на фронт рабочих лесозавода, дабы не останавливалось производство, на их место к станкам и механизмам пришли их жены и сестры. Таким образом, в годы войны коллектив завода на 80% состоял из женщин, ударно и на пределе своих сил работавших сменами по 14 часов, порой и по три смены подряд. В военное время лесозавод выпускал пиломатериалы, для продажи за границу и закупки на вырученные деньги вооружения, медикаментов и продовольствия. Также иногда по заказу Наркомата обороны СССР изготавливали снарядные тары, сани для перевозки раненых.
В 1945 году, после Победы в Великой Отечественной войне, двенадцать работников лесозавода были удостоены орденов и медалей Советского Союза. Так, орден Ленина получил главный инженер Д.А. Кратиров, орден Красной Звезды — Л.Д. Варакин, орден «Знак Почета» - К.П. Журавлева. А.В. Фомина, П.К. Кудрявцева, Д М. Вдовин и ряд других награждены медалями «За трудовую доблесть» и медаль «За трудовое отличие». Всего за ударную работу в годы войны медалью «За доблестный труд в Великой Отечественной войне 1941-1945гг.» были награждены 583 рабочих и инженерно-технических работников.
7 июля 1958 года, постановлением Архангельского совнархоза лесозавод имени В.И Ленина был переименован в лесопильно-деревообрабатывающий комбинат № 4. Данное решение было связано с укрупнением предприятия — в начале 1958 года в его состав вошла в строй мебельная фабрика №1. Однако, уже 12 марта 1960 года ЛДК № 4 был вновь переименован в Архангельский лесопильно-деревообрабатывающий комбинат имени В.И.Ленина.
23 июля 1962 года, в рамках своего официального визита в Архангельск, комбинат посетил и выступил на митинге первый секретарь ЦК КПСС, Председатель Совета Министров СССР Никита Сергеевич Хрущёв. Более 20 минут он выступал на заводской площади для сотрудников ЛДК и жителей Архангельска.
17 сентября 1966 года, за выдающиеся успехи в выполнении заданий семилетнего плана по развитию лесной и деревообрабатывающей промышленности, рамщику ЛДК имени В.И. Ленина Михаилу Васильевичу Олехову Указом Президиума Верховного Совета СССР было присвоено звание Героя Социалистического Труда с вручением ордена Ленина и медали «Серп и Молот». Кроме того, 22 работника были удостоены орденов и медалей СССР. Орден Ленина был вручен обрезчице В.А. Журавлевой и рамщику Л.П. Кулигину, орден Трудового Красного Знамени — укладчику П.А. Едемскому и бывшему директору П.Н. Суслонову. Ордена «Знак Почета» были удостоены директор комбината В.П. Самарин, главный инженер А.Э. Сасс, упаковщица мебели Е.А. Белкина, слесарь П.З. Гашев, зам. директора комбината И.И. Раздобудрин, шофер Ф.М. Рябов, столяр А.Г Сорокоумов, сортовщица К.Е. Шелыгина, начальник лесопильного цеха В.В. Шумилов.
В тот же день, за досрочное выполнение заданий семилетнего плана, а также за большой экономический и социальный вклад в развитие государства Указом Президиум Верховного Совета СССР орденом Ленина был награждён и сам ЛДК имени В.И. Ленина.
7 мая 1971 года, указом Президиума Верховного Совета СССР 20 работников комбината были награждены орденами и медалями СССР за успешное выполнение заданий 8-й пятилетки. Орденом Ленина были награждены бригадир биржевого цеха А.Я. Мельникова и бригадир стивидоров А.Т. Орехов. 
В 1972 году директором ЛДК им. Ленина был назначен Альберт Эдгарович Сасс. За годы руководства предприятием, он внес огромный вклад в развитие лесной промышленности Архангельской области, был одним из самых опытных и авторитетных руководителей. Пользуясь всеобщим уважением, он был настоящим народным директором, чутко заботящемся о работниках и ветеранах лесозавода. В те годы лесозавод содержал собственный жилой фонд в 102 дома, 8 детских садов, детский оздоровительный лагерь, дом культуры, базу отдыха и стадион. Кроме того, ЛДК шефствовал над школой и учреждениями здравоохранения.
15 декабря 1978 года, пакет бессортных экспортных пиломатериалов (основная продукция комбината) впервые в стране удостоен Государственного Знака качества. А 14 июля 1981 года ЛДК имени Ленина был награждён орденом Трудового Красного Знамени, согласно Указу Президиума Верховного Совета СССР «за успехи в развитии деревообрабатывающей промышленности, достижение высоких технико-экономических показателей и в связи со столетием со дня основания».

### В современной России
6 октября 1992 года, после распада Советского Союза и экономических реформ, бывший ЛДК имени В.И. Ленина стал одним из крупнейших акционерных обществ в области. В этот день он получил свидетельство о государственной регистрации в новом статусе и с новым названием — «Северное лесопромышленное товарищество — лесозавод №3». 28 мая 1994 года состоялось первое собрание акционеров ОАО «Лесозавод № 3», на котором был принят устав открытого акционерного общества, а также назначен генеральный директор и избран председатель совета директоров — обе должности занял руководивший предприятием с 1972 года Альберт Эдгарович Сасс.
В 1997 году Альберт Сасс покинул предприятие, уйдя на пенсию. А уже в следующем, 1998 году из-за серьёзных финансовых трудностей лесозавода, началась процедура его банкротства. 26 марта был назначен арбитражный управляющий — им стал Евгений Викторович Вальков.
7 августа 2000 года было прекращено дело о банкротстве ОАО «Лесозавод № 3» в связи с восстановлением платежеспособности после заключения мирового соглашения с ОАО «Соломбальский ЛДК». 28 октября 2000 года, на шестом (внеочередном) собрании акционеров предприятия его генеральным директором избран Евгений Вальков, председателем совета директоров — Юрий Медуницин. В совет директоров вошли также В.П. Васильев, А.А. Драчева, Е.И. Жукова, В.Л. Мальков, И.А. Новиков.
Уже вскоре после восстановления нормальной работы предприятия, в второй половине 2000 года предприятие было удостоено целого ряда наград — диплома лауреата Всероссийской программы-конкурса «100 лучших товаров России», специальным дипломом II специализированной выставки «Лес и деревообработка» (1-3 ноября), за вклад в развитие лесопромышленного комплекса Архангельской области.
В декабре 2000 года были введены в эксплуатацию автоматическая сортировка бревен и модернизированная сушилка пиломатериалов, освоен экспорт технологической щепы. В 2001 году завод переработал более 410 тысяч кубометров древесины.
4 июля 2005 года, около 7 часов утра председатель Совета директоров ОАО «Лесозавод № 3» Юрий Медуницин был убит выстрелами из огнестрельного оружия во дворе своего дома на улице Попова, дом 15 в Архангельске во время прогулки с собакой. Охранника, на тот момент с ним не было — он, как правило, приходил ближе к 8 часам. Киллер совершил четыре выстрела из пистолета с глушителем, несколько из них попали в голову Медуницину. В 7 часов 12 минут свидетелями преступления была вызвана «скорую помощь» и остальные службы. На место происшествия оперативно прибыли врачи, а также сотрудники Октябрьского РОВД, областной и Октябрьской прокуратуры. Но помощь врачей уже не понадобились — Юрий Медуницин был убит на месте четырьмя выстрелами.
Прокуратурой Октябрьского округа Архангельска возбуждено уголовное дело по ст.105 ч.2 УК РФ («убийство»), следствие выдвинуло четыре следственно-оперативные версии убийства. Первая связывала произошедшее с профессиональной деятельностью Медуницина, вторая — с его общественной работой в качестве депутата. Также рассматривались версии убийства на почве личных отношений и об убийстве на почве невозвращения долгов. В частности, в квартире Юрия Медуницина  обнаружены расписки, по которым он давал в долг большие суммы денег. Однако, несмотря на длительное расследование, установить исполнителя и заказчика преступления так и не удалось. Убийство Медуницина стало одним из многих, в череде заказных убийств бизнесменов, совершенных в Архангельске в начале и середине 2000-х годов.
После 2005 года Лесозавод №3 несколько раз менял владельцев, — оказывался в руках управляющей компании «Соломбальский ЛДК», затем достался Бернхарду Кордесу, инвестору из Германии. После экономического кризиса 2008 года остро встал вопрос о модернизации производства, которая так и не была, по сути, проведена.
К 2013 году предприятие уже полностью погрязло в долгах и не было способно решить собственные финансовые проблемы. Лесозавод №3 прекратил своё существование, а его последние руководители депутат Архангельской городской думы Виталий Граф и депутат Архангельского областного собрания депутатов Сергей Мышковский в 2016 году были осуждены за преднамеренное банкротство завода и получили реальные сроки.
В настоящий момент территория Лесозавода № 3 в Архангельске пребывает в разрушенном и заброшенном состоянии. Никаких планов и работ по восстановлению производства не проводится. Летом 2020 года началась подготовка территории к созданию пеллетного завода. Созданием занимается Регион-лес
До 2020 года район порта лесозавода использовала фирма, занимающаяся реализацией металлолома. В декабре 2020 года Компания Регион-лес запустила пеллетное производство.